# Stamford Brook (stanice metra v Londýně)
Stamford Brook je stanice metra v Londýně, otevřená 1. ledna 1869. 5. ledna 1964 zde byly nainstalovány automaty na jízdenky. Dříve zde jezdila Metropolitan Line. Autobusové spojení zajišťuje linka 237. Stanice se nachází v přepravní zóně 2 a leží na lince:
- District Line mezi stanicemi Turnham Green a Ravenscourt Park.

| Rok  | Počet cestujících |
| ---- | ----------------- |
| 2011 | 2,52 mil          |
| 2012 | 2,63 mil          |
| 2013 | 2,66 mil          |
| 2014 | 2,67 mil          |